# Rafael Roque
Rafael Antonio Roque (nacido el 1 de enero de 1972 en Cotuí) es un ex lanzador dominicano que jugó tres temporadas de 1998 a 2000 con los Cerveceros de Milwaukee en las Grandes Ligas de Béisbol.

## Carrera

### Ligas menores
Roque comenzó su carrera en el béisbol profesional en 1991 cuando firmó con el sistema de ligas menores de los Mets de Nueva York. No lanzó en las ligas menores hasta la temporada siguiente, y pasó seis temporadas en la organización de los Mets, no ganó más de 6 juegos en una sola temporada. Después de convertirse en agente libre de ligas menores, Roque firmó con la organización de los Cerveceros para la temporada 1998. En su primer año con los Cerveceros, se combinó para ganar 10 partidos con el equipo AA El Paso Diablos y con el equipo AAA Louisville Bats, registrando una marca de 5-2 con Louisville.

### Grandes Ligas
Fue llamado a las Grandes Ligas al final de la temporada de 1998, e hizo su debut como titular el 1 de agosto contra los Diamondbacks de Arizona, ganando sin decisión en su primera apertura. En el transcurso de la temporada, Roque tuvo un récord de 4-2 con una efectividad de 4.88. Coincidentemente, durante su primera temporada de Grandes Ligas, Roque entregó el jonrón número 64, tanto de Mark McGwire como de Sammy Sosa.
Roque fue nombrado titular de los Cerveceros durante el Opening Day de la temporada de 1999. No ganó ni un juego en ninguna de sus primeras ocho aperturas, y lanzó fuera del bullpen durante gran parte del resto de la temporada.
Roque pasó gran parte de la temporada 2000 en las ligas menores, pero apareció en cuatro partidos con los Cerveceros en el transcurso de la temporada. Estas fueron sus últimas apariciones en Grandes Ligas. Su carrera en las mayores terminó con un récord de 5-8 y una efectividad de 5.36.
Roque pasó de 2001 en la organización de los Medias Rojas de Boston. Luego jugó para los Tigres de México de la Liga Mexicana de 2002 a 2003 y una breve aparición en 2005. Además ha jugado para los Tigres del Licey en la Liga Dominicana.